# راينهارد زان
راينهارد زان (بالألمانية: Reinhard Zahn)‏ هو موجه قوارب ‏ ألماني، ولد في القرن العشرين.

## وصلات خارجية
- راينهارد زان على موقع الاتحاد الدولي للتجديف (الإنجليزية)